# Тише, малышка
«Тише, малышка» (дат. Se min kjole, букв. «Посмотри на моё платье» — название датской популярной детской песни; английский вариант названия фильма — «Hush Little Baby», букв. «Тише, малышка» — также название известной детской песни, английской колыбельной) — датская драма 2009 года режиссёра Хеллы Йоф.

## Сюжет
Шарлотта попадает в реабилитационный центр для наркоманок. Там она знакомится с замкнутой девушкой Барбарой. Барбара в глубокой депрессии и периодически наносит сама себе раны. Случай вынуждает их к побегу из центра. Вместе с двумя другими девушками, Стефани и Надей, они угоняют «Вольво» и отправляются в путешествие по стране. За время пути они узнают истории жизни друг друга. Стефани и Надя сидят на таблетках. У Нади есть дочка, но её муж в тюрьме, а ей самой запрещено общаться с дочерью. Сама Шарлотта — проститутка, к тому же у неё рассеянный склероз и она постепенно теряет зрение. Шарлотте удаётся пробиться сквозь стену отчуждения Барбары, и та рассказывает, что в 11 лет её совратил учитель музыки. Между Барбарой и Шарлоттой возникает сильная симпатия, в один из вечеров они занимаются любовью. Шарлотта предлагает отправиться к учителю, разрушившему жизнь Барбары, и отомстить. Они приезжают в его дом, и тут Шарлотта узнаёт, что Барбару насиловал собственный отец, который уже умер. Угрожая матери Барбары, они заставляют её признаться, что она обо всём знала. Та сознаётся и просит прощения у дочери. Но искалеченной судьбы Барбары это уже не изменит, а чувства Барбары к Шарлотте, единственные светлые чувства в её жизни, не имеют будущего.

## Актёрский состав
| Актёр                  | Роль     |
| ---------------------- | -------- |
| Малоу Райнман          | Барбара  |
| Стефани Леон           | Шарлотта |
| Julie Grundtvig Wester | Стефани  |
| Honey Shain            | Надя     |
| Tina Gylling Mortensen | Анетт    |